# Brely Evans
 (décembre 2023).
La mise en forme du texte ne suit pas les recommandations de Wikipédia : il faut le « wikifier ».
Les points d'amélioration suivants sont les cas les plus fréquents :
- Les titres sont pré-formatés par le logiciel. Ils ne sont ni en capitales, ni en gras.
- Le texte ne doit pas être écrit en capitales (les noms de famille non plus), ni en gras, ni en italique, ni en « petit »…
- Le gras n'est utilisé que pour surligner le titre de l'article dans l'introduction, une seule fois.
- L'italique est rarement utilisé : mots en langue étrangère, titres d'œuvres, noms de bateaux, etc.
- Les citations ne sont pas en italique mais en corps de texte normal. Elles sont entourées par des guillemets français : « et ».
- Les listes à puces sont à éviter, des paragraphes rédigés étant largement préférés. Les tableaux sont à réserver à la présentation de données structurées (résultats, etc.).
- Les appels de note de bas de page (petits chiffres en exposant, introduits par l'outil «  Source ») sont à placer entre la fin de phrase et le point final[comme ça].
- Les liens internes (vers d'autres articles de Wikipédia) sont à choisir avec parcimonie. Créez des liens vers des articles approfondissant le sujet. Les termes génériques sans rapport avec le sujet sont à éviter, ainsi que les répétitions de liens vers un même terme.
- Les liens externes sont à placer uniquement dans une section « Liens externes », à la fin de l'article. Ces liens sont à choisir avec parcimonie suivant les règles définies. Si un lien sert de source à l'article, son insertion dans le texte est à faire par les notes de bas de page.
- La présentation des références doit suivre les conventions bibliographiques. Il est recommandé d'utiliser les modèles {{Ouvrage}}, {{Chapitre}}, {{Article}}, {{Lien web}} et/ou {{Bibliographie}}. Le mode d'édition visuel peut mettre en forme automatiquement les références.
- Insérer une infobox (cadre d'informations à droite) n'est pas obligatoire pour parachever la mise en page.

Pour une aide détaillée, merci de consulter Aide:Wikification.
Si vous pensez que ces points ont été résolus, vous pouvez retirer ce bandeau et améliorer la mise en forme d'un autre article.
Pour les articles homonymes, voir Evans.
Brely Evans est une actrice, chanteuse, compositrice, productrice, auteure et comédienne américaine. Elle a joué dans un certain nombre de films et, en 2019, a joué dans le feuilleton aux heures de grande écoute d'Oprah Winfrey Network , Ambitions.

## Biographie
Evans est née et a grandi à Oakland, en Californie. Elle a fait brièvement partie du groupe R&B Emage du début des années 1990. Son premier rôle notable au cinéma était dans la comédie romantique Just Wright de 2010 avec Queen Latifah . En 2012, elle est apparue dans le film musical Sparkle. Ses autres crédits de film incluent He's Mine Not Yours (2011), Soudain célibataire de David E. Talbert (2012), Black Coffee (2014), The Man in 3B (2015) et le rôle principal dans You Can Je ne combats pas Noël (2017).
À la télévision, Evans a joué des rôles récurrents dans la série dramatique BET Being Mary Jane et la série comique TV One Born Again Virgin . En 2019, Evans a joué dans deux rôles réguliers de la série. Tout d’abord, un rôle principal féminin dans la série comique Last Call de Bounce TV , aux côtés de Charles Malik Whitfield. Plus tard cette année-là, elle a commencé à jouer dans le feuilleton aux heures de grande écoute d'Oprah Winfrey Network , Ambitions , dans le rôle de Rondell Lancaster, la sœur du maire d'Atlanta Evan Lancaster ( Brian J. White ),. La série a été annulée après une saison. En 2020, elle est apparue dans la deuxième saison de la série policière BET The Family Business et a joué dans la série comique dramatique Urban Movie Channel For the Love of Jason.